# Усов, Лев Акимович
Лев Аки́мович У́сов (21 ноября 1930, Барнаул — 22 марта 2024) — учёный-фармаколог, доктор медицинских наук, почётный профессор Иркутского государственного медицинского университета.

## Биография
Родился в семье сельских интеллигентов. Отец — Аким (1887—1978) — банковский служащий, сын деревенского ремесленника, родился в деревне Бугрышиха Колыванского уезда Томской губернии. Окончил два класса церковно-приходской школы, где преподавались помимо закона божьего, арифметики и письма ещё и минераловедение, (школа была при Колыванском камнерезном заводе), а также и столярное искусство. Ученики под присмотром учителя мастерили мандолины, балалайки и даже скрипки, из которых состоял школьный оркестр. За успехи при окончании школы Аким получил похвальный лист и однотомник А. С. Пушкина. С детства ему пришлось работать сначала сельским писарем, а затем — письмоводителем у мирового судьи. Занимался самообразованием как по общеобразовательным дисциплинам, так и по вопросам юридическим, собираясь поступить на юридический факультет Томского императорского университета, чему помешала начавшаяся первая мировая, а затем и гражданская война. Аким Иванович играл на мандолине, обладал мягким баритоном, пел в церковном хоре. Позднее он напишет книгу «Моя жизнь с детства».
Мать — Усова (Кашкарова) Иустинья Васильевна (1899—1981) из семьи крестьян, окончила гимназию в Барнауле, что позволило ей потом преподавать в младших классах. Была искусной рукодельницей — вязала, вышивала, шила для семьи. Любила природу — разводила редкие цветы, знала и любила лес, где собирала грибы и ягоды. Умело ездила на лошади, с детских лет работая на покосе, полях, пахала и сеяла. Искусно вела хозяйство — готовила массу солений и варений, была гостеприимной и щедрой хозяйкой. В семье любили и знали литературу, ценили музыку и ремёсла.
В семье были ещё: сестра — Лидия Акимовна, окончившая Новосибирский институт военных инженеров транспорта, старший брат — Георгий Акимович, танкист, участник войны с Японией, форсировал Хинган, и младший брат — Борис Акимович, инженер-конструктор, выпускник Иркутского политехнического института.
В 1948 году Лев Акимович, отлично окончив среднюю школу в районном центре Алтайского края Тальменка, был принят на лечебный факультет Томского медицинского института, где слушал лекции знаменитых академиков Н. В. Вершинина, Д. Д. Яблокова, А. Г. Савиных, И. В. Торопцева, профессоров В. И. Суздальского, Е. Ф. Ларина, В. Т. Сереброва, латиниста Д. И. Геллерштейна, которые начинали работу ещё в стенах Томского университета. За шесть лет обучения в ТМИ Л. А. Усов глубоко усвоил основы теории и практики медицины, особенно увлечённо занимаясь в кружке патологической анатомии под руководством доцента Н. В. Соколовой. На выпускном курсе на общественных началах работал прозектором этой же кафедры. На третьем-пятом курсах выполнил серию экспериментальных работ по закономерностям метастазирования опухоли Броун-Пирс у кроликов под влиянием различных, в том числе лучевых, воздействий на рефлексогенные зоны. Материалы этих работ были доложены на студенческих конференциях и опубликованы в сборнике научных работ вуза.
В 1954 году, получив диплом с отличием, Л. А. Усов был принят в аспирантуру при кафедре фармакологии, которой заведовала ученица старейшины отечественной фармакологии Н. В. Вершинина — проф. Е. М. Думенова. В 1957 году Л. А. Усов успешно защитил кандидатскую диссертацию на тему «Материалы к механизму гипотензивного действия шлемника байкальского». В опытах на собаках было показано, что седативное и антигипертензивное действие настойки шлемника обусловлено флавоноидами. В 1956—1957 годах Л. А. Усов был председателем СНО Томского мединститута.
В последующие годы, будучи ассистентом кафедры фармакологии, проводит серию исследований лекарственных растений Сибири (1958-59 — Veratrum album, 1959-60 — Andromeda polifolia, 1960-63 — Oxytropis muricata, 1963-64 — Alfredia cernua), у которых были обнаружены вазоактивные и нейропротекторные свойства.
С 1963 по 1971 гг. Л. А. Усов приступил к разработке новой темы — фармакологии мозгового кровообращения. Им были исследованы эффекты но-шпы, галидора, эуфиллина, папаверина, камфоры, хлорацизина на тонус и сопротивление мозговых сосудов и энергетический метаболизм мозга у кошек как в условиях нормы, так и на моделях ограничения мозговой перфузии (эмболия сосудов, серотониновый спазм, постишемическое ограничение кровотока. Материалы этих исследований вошли в докторскую диссертацию «Влияние некоторых сосудорасширяющих веществ на кровоснабжение и метаболизм мозга» (оппоненты — профессора Н. В. Шубин, Е. Д. Гольдберг, Е. Ф. Ларин, научные консультанты — профессора А. С. Саратиков, Г. И. Мчедлишвили), успешно защищённую в 1971 году. Л. А. Усов предложил принцип интенсивной фармакотерапии, основанный на ранней микроинфузии вазоактивных препаратов в сосуды мозга при черепно-мозговой травме (совместно с проф. Ю. В. Ланцманом) и при ишемических инсультах (в соавторстве с проф. Е. М. Бурцевым). В комплекс препаратов, вводимых методом микроинфузии, были включены вазодилататоры — но-шпа, галидор, эуфиллин в сочетании с гепарином. Была доказана высокая эффективность этой методики в условиях клиники, особенно при раннем назначении процедуры — в первые часы и сутки от начала сосудистой катастрофы. В эксперименте на животных был также открыт «феномен избегания», когда продолжающаяся микроинфузия вазодилататоров переставала оказывать эффект. Было установлено также улучшение энергетического метаболизма мозга и более быстрое восстановление его функций по сравнению с консервативным лечением. Перу Л. А. Усова принадлежит около двухсот научных публикаций, в том числе соавторство в коллективной монографии «Нерпа». Он являлся обладателем четырёх авторских свидетельств, восьми патентов на изобретения и восьми свидетельств о рационализаторских предложениях. Л. А. Усовым активно изучалась фармакологическая активность рододендрона Адамса  Под руководством Л. А. Усова подготовлено десять кандидатов медицинских наук и два доктора медицины в основном по фармакокоррекции мозгового кровообращения и церебропротекторному эффекту лекарств.
С 1962 года Л. А. Усов — доцент кафедры фармакологии ТМИ, а в 1972 г. был избран на заведование кафедрой фармакологии Иркутского государственного медицинского института. В 1974 г. был утверждён в звании доктора медицинских наук и стал профессором. С 2007 по 2009 гг. — передал заведование кафедрой своей ученице, профессору Г. З. Суфиановой.
В 1966 году по приказу Министерства здравоохранения Л. А. Усов работает во Владивостокском медицинском институте, читает в течение марта-апреля полный курс фармакологии.
Будучи членом КПСС с 1960 по 1989 год, избирался в состав парткома ТМИ, был парторгом фармацевтического факультета ИГМИ (1976—1981), членом Октябрьского райкома КПСС Иркутска, возглавлял районную организацию общества «Знание». С 1981 по 1988 годы являлся деканом фармацевтического факультета ИГМИ, а с 1992 по 1996 годы — проректором по НИР. В 1996 году Л. А. Усов избран членом-корреспондентом АНВШ СО, а в 2005 г. — почётным профессором ИГМУ. За время работы в ИГМУ Л. А. Усов был награждён знаками «Отличник высшей школы», «Отличник здравоохранения», «Изобретатель СССР» (за работу по синтезу простагландинов из жира эндемика Байкала — голомянки), был стипендиатом РАН в серии «Выдающиеся учёные России», удостоен звания «Заслуженный деятель науки Бурятии». За осуществление деятельности, способствующей социально-экономическому и культурному развитию города Иркутска, награждён нагрудным памятным знаком «Иркутск-350». Был председателем ГЭК и в ИГМУ и на выезде (Томск). Л. А. Усов является членом редколлегий «Сибирского медицинского журнала» и журнала «Экспериментальная и клиническая фармакология», входит в состав проблемной комиссии. Лев Акимович активно работает в составе Учёного Совета ИГМУ, а также в двух Советах по защите диссертаций по специальностям «Гигиена» и «Хирургия и стоматология».
За 50 лет преподавательской деятельности Льва Акимовича более 25 000 студентов имели счастливую возможность общаться с ним. Они любят его лекции, их качество, оригинальность, художественность, иллюстрации, насыщенные личными научными наблюдениями. Лекции зачастую украшают афоризмы, стихи и даже анекдоты. Лев Акимович хорошо знал латынь, владел английским и немецким языками.
Л. А. Усов, с детских лет увлекавшийся рисованием, в годы студенчества занимался в изостудии при «Доме художников» в Томске у заслуженного художника Б. Л. Кутукова. Позднее, занимаясь самостоятельно, освоил масляную живопись и акварель. Является автором более двухсот картин (пейзажи, натюрморты, жанровые вещи). Часть работ Л. А. Усова находится в холлах фармацевтического корпуса и его собственном кабинете на кафедре, а большая часть — подарена друзьям и коллегам.
Л. А. Усов — автор 6 поэтических сборников «Мой адмирал», «Искры», «Зеркало», «Аким», «12 великих», «Ожерелье», куда вошли сотни стихотворений и несколько поэм. Лев Акимович — автор гимна фармацевтического факультета ИГМУ, руководит литературной группой студентов ИГМУ, организует и активно участвует в литературных вечерах при библиотеке нашего университета. Увлечения Л. А. Усова — пешие, лыжные, водные и автомобильные путешествия, рыбная ловля, охота с легавой собакой и ремёсла (столярное, слесарное, сапожное, кладка печей и каминов), работа земледельца. Лев Акимович много занимался фотографией, снимал кино- и видеофильмы.
Л. А. Усов тщательно сохранил на кафедре научное наследие своих предшественников профессоров Шаврова Н.П., Семёнова С.Р. Сочетая научную работу Усов Л. А. провёл большую работу по популяризации данного наследия, активно участвуя в организации музейных экспозиций и выставок.
Умер 22 марта 2024 года в возрасте 93 лет.

## Семья
- Первая жена — Усова В. И. (1931—1984), ассистент кафедры факультетской хирургии.
- Дочери с отличием закончили медицинский институт, Елена — педиатр, Татьяна — инфекционист.
- Был женат вторично на Н. Ф. Самусенко. Она кандидат медицинских наук, работает ассистентом кафедры терапевтической стоматологии.